# Татарський Михайло Семенович
Миха́йло Семе́нович Тата́рський (нар. 3 жовтня 1920 — пом. 14 квітня 1998) — радянський сценарист. Заслужений діяч мистецтв УРСР.

## Життєпис
1937–1940 навчався в Ульянівському вищому військовому училищі (РСФСР). Служив кадровим офіцером-сапером Червоної армії.
Учасник радянсько-фінської війни у складі армії СРСР. 1941 — лейтенант, командир 11-го взводу спецпризначення, що проводив мінування об'єктів культурної спадщини в Києві.
У післявоєнний час (1953–1960) працював у Київському державному цирку завідувачем постановки, заступником директора. З 1960 року писав інтермедії для цирку, репризи для клоунів (Олега Попова, Юрія Нікуліна, «Карандаша»), а також сценарії для мультфільмів Творчого об'єднання художньої мультиплікації студії Київнаукфільм. 
Останні роки жив в Канаді.
Син — режисер-мультиплікатор Олександр Татарський.

## Фільмографія
Сценарії для мультфільмів:
- 1963 — «Золоте яєчко»
- 1969 — «Як козак щастя шукав»
- 1972 — «Дріб», «Зубна билиця»
- 1973 — «Мишеня, яке хотіло бути схожим на людину»
- 1974 — «У світі пернатих»
- 1975 — «Парасолька і автомобіль»
- 1976 — «Парасолька стає дружинником»
- 1980 — «Із життя пернатих»
- 1985 — «Парасолька в цирку»
- 1989 — «Три Паньки»
- 1990 — «Три Паньки хазяйнують»